# Johann Voldemar Jannsen
Johann Voldemar Jannsen (Vändra, 16 de mayo de 1819 - Tartu, 13 de julio de 1890) fue un periodista estonio, autor del himno nacional y fundador del Festival de la Canción de Estonia.

## Biografía
Nació el 16 de mayo de 1819 en Vändra (Imperio ruso, actual Estonia), en una familia de campesinos. Después de completar su formación en una escuela parroquial, se dedicó por completo a la enseñanza: primero en Vändra, después en la cercana villa de Pärnu, y finalmente en Tartu. Tuvo seis hijos, entre ellos la poeta Lydia Jannsen (1843-1886) y el periodista Heinrich Jannsen (1851-1913).
En vida destacó por sus aportaciones a la cultura en estonio. A partir de 1845 comenzó a traducir salmos e himnos del alemán, posteriormente recogidos en el cancionero Eesti Laulik. En 1857, mientras residía en Pärnu, fue fundador y redactor jefe del Perno Postimees, el primer periódico en idioma estonio con tirada regular; al trasladarse a Tartu en 1863, la cabecera pasó a llamarse Eesti Postimees.
En 1865 fundó la compañía teatral Vanemuine, dedicada en exclusiva a representar obras en estonio.
Su otra gran contribución fue la celebración en 1869 del primer Festival de la Canción de Estonia. Entre los temas interpretados destacaría el himno Mu isamaa, mu õnn ja rõõm («Mi patria, mi orgullo y alegría»), una traducción del poema Vårt land de J.L. Runeberg. Cinco décadas después, esa canción se convertiría en el himno nacional de Estonia.
Después de haber sufrido una afasia progresiva, falleció el 13 de julio de 1890 en Tartu a los 71 años. Su tumba se encuentra en el cementerio de Raadi.